# Kakrina Point
Der Kakrina Point (englisch; bulgarisch Нос Къкрина Nos Kakrina) ist eine 400 m lange und von einem Felsen überragte Landspitze an der Ostküste von Clarence Island im Archipel der Südlichen Shetlandinseln. Sie liegt 5,91 km nördlich von Sugarloaf Island, 1,17 km nördlich des Ilyo Point und 4,28 km südlich des Kap Lloyd an der Nordseite der Einfahrt zur Smith Cove.
Britische Wissenschaftler kartierten sie 1972 und 2009. Die bulgarische Kommission für Antarktische Geographische Namen benannte sie 2014 nach der Ortschaft Kakrina im Norden Bulgariens.